# West Indies Cricket Team in Pakistan in der Saison 1986/87
Die Tour des West Indies Cricket Teams nach Pakistan in der Saison 1986/87 fand vom 24. Oktober bis zum 25. November 1986 statt. Die internationale Cricket-Tour war Bestandteil der Internationalen Cricket-Saison 1986/87 und umfasste drei Tests und fünf ODIs. Die West Indies gewannen die ODI-Serie 4–1, während die Test-Serie 1–1 unentschieden endete.

## Vorgeschichte
Für beide Mannschaften war es die erste Tour der Saison.
Das letzte Aufeinandertreffen der beiden Mannschaften fand in der Saison 1980/81 in Pakistan statt.

## Stadien
Die folgenden Stadien wurden für die Tour als Austragungsort vorgesehen.
| Stadion                  | Stadt      | Kapazität | Spiele  |
| ------------------------ | ---------- | --------- | ------- |
| Iqbal Stadium            | Faisalabad | 18.000    | 1. Test |
| Jinnah Stadium           | Gujranwala | 40.000    | 2. ODI  |
| Niaz Stadium             | Hyderabad  | 15.000    | 5. ODI  |
| National Stadium         | Karachi    | 34.228    | 3. Test |
| Gaddafi Stadium          | Lahore     | 60.000    | 2. Test |
| Ibn-e-Qasim Bagh Stadium | Multan     | 18.000    | 4. ODI  |
| Arbab Niaz Stadium       | Peshawar   | 20.000    | 1. ODI  |
| Jinnah Stadium           | Sialkot    | 18.000    | 3. ODI  |

## Kaderlisten
Die folgenden Kader wurden von den Mannschaften benannt.
| Test | Test | ODI | ODI |
| Pakistan | West Indies | Pakistan | West Indies |
| --- | --- | --- | --- |
| - Abdul Razzaq - Asif Mujtaba - Imran Khan - Javed Miandad - Mohsin Kamal - Mudassar Nazar - Qasim Umar - Rameez Raja - Rizwan-uz-Zaman - Saleem Yousuf - Saleem Jaffar - Saleem Malik - Tauseef Ahmed - Wasim Akram | - Clyde Butts - Jeff Dujon - Larry Gomes - Tony Gray - Gordon Greenidge - Roger Harper - Desmond Haynes - Malcolm Marshall - Patrick Patterson - Viv Richards - Richie Richardson - Courtney Walsh | - Abdul Razzaq - Anil Dalpat - Asif Mujtaba - Ijaz Ahmed - Imran Khan - Javed Miandad - Manzoor Elahi - Mohsin Kamal - Mudassar Nazar - Rameez Raja - Rizwan-uz-Zaman - Sajid Ali - Saleem Yousuf - Saleem Malik - Saleem Jaffar - Shoaib Mohammad - Tauseef Ahmed - Wasim Akram | - Kenny Benjamin - Jeff Dujon - Larry Gomes - Tony Gray - Gordon Greenidge - Roger Harper - Desmond Haynes - Gus Logie - Malcolm Marshall - Patrick Patterson - Viv Richards - Richie Richardson - Courtney Walsh |

## One-Day Internationals

### Erstes ODI in Peshawar
| 17. Oktober Scorecard | Peshawar | Pakistan 164-7 (49/49)            | – | West Indies 165-6 (45.3/46) |
|                       |          | West Indies gewinnt mit 4 Wickets |   |                             |

### Zweites ODI in Gujranwala
| 4. November Scorecard | Gujranwala | West Indies 196-7 (50)          | – | Pakistan 155-6 (43.5/43.5) |
|                       |            | West Indies gewinnt mit 17 Runs |   |                            |

### Drittes ODI in Sialkot
| 14. November Scorecard | Sialkot | Pakistan 148-7 (45/45)            | – | West Indies 151-6 (44.3/45) |
|                        |         | West Indies gewinnt mit 4 Wickets |   |                             |

### Viertes ODI in Multan
| 17. November Scorecard | Multan | West Indies 202-5 (44/44)       | – | Pakistan 113 (38.2/44) |
|                        |        | West Indies gewinnt mit 89 Runs |   |                        |

### Fünftes ODI in Hyderabad
| 18. November Scorecard | Hyderabad | Pakistan 202-6 (45/45)       | – | West Indies 191-7 (45/45) |
|                        |           | Pakistan gewinnt mit 11 Runs |   |                           |

## Tests

### Erster Test in Faisalabad
| 24. – 29. Oktober Scorecard | Faisalabad | Pakistan 159 (38.5) & 328 (117.5) | – | West Indies 248 (83) & 53 (25.3) |
|                             |            | Pakistan gewinnt mit 186 Runs     |   |                                  |

### Zweiter Test in Lahore
| 7. – 9. November Scorecard | Lahore | Pakistan 131 (53.4) & 77 (44.5)                   | – | West Indies 218 (90.5) |
|                            |        | West Indies gewinnt mit einem Innings und 10 Runs |   |                        |

### Dritter Test in Karachi
| 20. – 25. November Scorecard | Karachi | West Indies 240 (86.5) & 211 (95.3) | – | Pakistan 239 (110.1) & 125-7 (78) |
|                              |         | Remis                               |   |                                   |